# Філіпп де ла Хір
Філіпп де ла Хір (фр. Philippe de La Hire; 18 березня 1640 — 21 квітня 1718) — французький художник, математик, астроном і архітектор.

## Біографія
Філіпп де ла Хір Народився 18 березня 1640 року в Парижі. Його батько, Лоран де ла Хір (1606—1656), був відомим художником. Філіп спочатку вивчав живопис в Римі, куди він відправився в 1660 році за станом здоров'я.
Після повернення в Париж він починає вивчати науки і гуманітарні науки і, зокрема, проявляє велику схильність до математики. Він знайомиться з учнем Дезарга, гравером Абрахом Боссом, і за його намовою публікує теорію різання вирубів повзучих арок, оброблену геометрією коник (1672).
Його найважливіші роботи дійсно пов'язані з геометрією. Він є продовжувачем Жерара Дезарга (1591—1661) і Блеза Паскаля (1623—1662) в геометрії коник, в тому, що він виводить властивості коник з властивостей кола. «Hire» нововведення по відношенню до двох своїх попередників, в тому, що він максимально використовує властивості інваріантності гармонійного поділу, що дозволяє йому міркувати майже тільки в площині (а не в просторі). Такий підхід приводить його до розробки уявлень про полюсах і полярностях, гомології, ортоптичному місці і т. д.
Ла Хір також цікавиться геометрією Декарта і алгебраїчними кривими, але критикує в 1690-х роках нескінченно мале числення в його формі «обчислення нескінченно малих».
У механіці теорії епіциклоїдних зубчастих коліс він продовжує роботи Християна Гюйгенса. У Франції йому приписують поїзд, внутрішнє колесо якого має радіус наполовину від базового колеса, причому центр кочення описує періодичне надходження.
У 1678 році — він-член Французької академії наук.
У 1680 році Філіп де ла Хір виконав малюнки риб бретонського узбережжя, такі ж, як Жозеф-Гішар Дюверні (1648—1730).
З 1687 року викладає в Коледжі де Франс і в Королівської архітектурної академії. Він пише «трактат про різання каменів, а також трактат про архітектуру. Він допоміг закласти міст між архітектурою та науковими дисциплінами.»
У Паризькій обсерваторії з 1682 по 1718 рік він щодня, незадовго до сходу сонця, вимірює температуру, тиск і опади. На прохання короля він проводить щомісячний аналіз кількості опадів, з тим щоб визначити розміри, а потім відстежувати подачу води у великі резервуари замку Версейс. Вимірювання температури, які він проводить, не можуть бути використані безпосередньо, так як в той час градус і точки відліку ще не були визначені. Вимірювання вказується в «частинах» від еталонного рівня, вимірюваного термометром, залишеним на кілька днів в підвалах обсервації. Однак ці вимірювання цінні для відстеження змін температури під час такої нетипової події, як, наприклад, Велика Зима 1709 року.
Він переклав мемуари Мануеля Мошопулоса, що стосуються магічних квадратів, і зібрав з цієї арифметичної цікавості кілька невідомих до нього теорем. У 1702 році він першим пояснив рух ракет силою розширеного повітря, що впливає на всю внутрішню частину ракети, крім нижнього отвору.
«Hire» вивчає розвиток і зростання стебел рослин. Його спостереження суперечать спостереженням Дені Додарта (1634—1707); тому Хір публікує звіт про свої роботи тільки після його смерті. Про причини перпендикулярності стебел по відношенню до горизонту опубліковано в 1708 році.
Помер Філіпп де ла Хір 21 квітня 1718 року в Парижі.

## Основні публікації
- Nouvelle méthode en géométrie pour les sections des superficies coniques et cylindriques [Архівовано 29 жовтня 2020 у Wayback Machine.] (1673) — Recension de 1676[6]
- La gnomonique ou l'Art de faire des cadrans au soleil [Архівовано 6 червня 2010 у Wayback Machine.] (1682)
- Sectiones conicæ [Архівовано 22 квітня 2021 у Wayback Machine.] (1685)
- Tables du Soleil et de la Lune (1687)
- L'école des arpenteurs [Архівовано 22 квітня 2021 у Wayback Machine.] (1689)
- Traité de mécanique : où l'on explique tout ce qui est nécessaire dans la pratique des arts, et les propriétés des corps pesants lesquelles ont un plus grand usage dans la physique [Архівовано 20 липня 2014 у Wayback Machine.] (1695)
- Tabulæ astronomicæ (1702)
- Description et explication des globes qui sont placés dans les pavillons du château de Marly, par ordre de Sa Majesté (1704) (lire en ligne) [Архівовано 25 жовтня 2020 у Wayback Machine.]
- Planisphère céleste (1705) : Planisphère céleste septentrional [Архівовано 24 жовтня 2020 у Wayback Machine.] ; Planisphère céleste méridional [Архівовано 29 жовтня 2020 у Wayback Machine.]
- Mémoire : Sur la construction des voûtes dans les édifices, 1712 (lire en ligne) [Архівовано 19 грудня 2017 у Wayback Machine.]
- « Des conchoïdes en général » [Архівовано 10 серпня 2020 у Wayback Machine.], dans Histoire de l'Académie royale des sciences, P. dans la section des mémoires (1708)
- Tabulae astronomicae Ludovici Magni iussu et munificentia exaratae et in lucem editae, 1727 ; numérisation e-rara
- Tables astronomiques dressées et mises en lumiere par les ordres et par la magnificence de Louis le Grand [Архівовано 22 квітня 2021 у Wayback Machine.] (1735)

## Дв. також
- На його честь названа гора на Місяці Гора Ла Гіра.